# Le Tournant décisif
Pour plus de détails, voir Fiche technique et Distribution.
Le Tournant décisif (en russe : Великий перелом, Velikiy perelom) est un film de guerre soviétique (russe) réalisé par Fridrikh Ermler, sorti en 1945. Le film est produit par les studios Lenfilm.

## Fiche technique
- Titre : Le Tournant décisif
- Titre original : Великий перелом - [Vélikiï pérélome]
- Réalisation : Fridrikh Ermler
- Scénario : Boris Tchirskov
- Musique : Gavriil Popov
- Photographie : Arkadi Koltsaty
- Décors : Nikolaï Souvorov
- Pays d'origine :  Union soviétique
- Format : Noir et blanc - Mono
- Genre : Drame, guerre
- Durée : 108 minutes
- Date de sortie : 1945

## Distribution
- Mikhaïl Derjavine : colonel-général Muraviov
- Piotr Andriïevski : colonel-général Vinogradov
- Youri Toloubeïev : général-major Lavrov
- Andreï Abrikossov : lieutenant-général Krivenko
- Aleksandr Zrajevski : lieutenant-général Panteleïev
- Mark Bernes : chauffeur de Mouraviov surnommé Minutka
- Vladimir Mariev : lieutenant Fiodorov
- Pavel Volkov : Stepan, éclaireur
- Sergueï Karnovitch-Valua : général von Klaus
- Nikolaï Korn : chef de l'état major
- Galina Inioutina : Liza Muraviova
- Mikhaïl Deviatkine : général Stoudentsov

## Distinctions
Le film a reçu le Grand Prix (ancêtre de la Palme d'or) lors du Festival de Cannes 1946 conjointement avec dix autres films. Lors de la projection du film, deux bobines ont été inversées, ce qui provoqua l'ire de la délégation soviétique.